# Exton, Devon
Exton är en by i Devon i England. Byn ligger 8,8 km från Exeter. Orten har 1 605 invånare (2015).